# تريمبلي أون فرانس
تريمبلي أون فرانس ( 
نطق فرنسي: [tʁɑ̃blɛ ɑ̃ fʁɑ̃s]  ( أنصت)</img> ؛ 
تريمبلي في فرنسا ' ) بلدة في الضواحي الشمالية الشرقية لباريس ، فرنسا . تقع على بُعد 19.5 كـم (12.1 ميل) من وسط باريس .
يقع أكثر من ربع مطار شارل ديغول داخل أراضي بلدية تريمبلي أون فرانس، ولا سيما المحطات 2A و 2B و 2C و 2D (تقع المحطات الأخرى في أراضي البلديات الأخرى). وهي أكبر ضواحي ما يسمى بضواحي باريس الصغيرة من حيث المساحة (الحلقة الداخلية). يقع المقر الرئيسي لشركة الخطوط الجوية الفرنية و OEMServices داخل تريمبلي.

## التاريخ
كانت تسمى في الأصل "تريمبلي لي جونيس" (بمعنى "تريمبلي بالقرب من جونيس") ، تم تغيير اسم البلدية رسميًا إلى تريمبلي أون فرانس (بمعنى "تريمبلي في منطقة فرانس " ، انظر Roissy-en-France لمزيد من الشرح) في 20 أغسطس 1989.

### شعارات النبالة
| Arms of Tremblay-en-France | The arms of Tremblay-en-France are blazoned : Vert chaussé azure, a تاو Or between two leaves following the lines of division argent, on a chief Or a demi-lion issuant from the line of division gules. |

## وسائل النقل
قسم من مطار باريس شارل ديغول الذي يقع داخل أراضي بلدية تريمبلي أون فرانس تخدمه محطتان على خط Paris RER: مطار شارل ديغول 1 وإيروبورت شارل ديغول 2 - تي جي في. هذه المحطة الأخيرة هي محطة تبادل مع خطوط السكك الحديدية الوطنية TGV .
ومع ذلك، فإن المنطقة المأهولة في تريمبلي أون فرانس تخدمها محطة فيرت جالانت على خط Paris RER. تقع هذه المحطة على الحدود بين بلدية تريمبلي أون فرانس وبلدية فيلبانت، على جانب Villepinte من الحدود.

## سكان بارزون
- جوناثان جوزيف أوغستين ، لاعب كرة قدم

## الاقتصاد

المكتب الرئيسي للخطوط الجوية الفرنسية في رواسبول

يقع المكتب الرئيسي لشركة الخطوط الجوية الفرنسية في مجمع Roissypôle ،  على أرض مطار شارل ديغول وفي تريمبلي أون فرانس. تم افتتاح المجمع في ديسمبر 1995. يحتوي المجمع أيضًا على المكتب الرئيسي لشركة الخطوط الجوية الفرنسية - كيه إل إم . ويقع المكتب الرئيسي لشركة خطوط أي إس إل فرنسا الجوية في Bâtiment Le Séquoia في البلدية. كما يقع المقر الرئيسي لشركة سيرفير التابعة للخطوط الجوية الفرنسية في كونتيننتال سكوير. يقع المقر الرئيسي لـ مطارات باريس أيضًا في أرض المطار وفي تريمبلي.
في السابق كان هناك مقر شركة فيرجن اكسبريس فرانس (المسماة في الأصل Air Provence Charter) ، وهي شركة تابعة لـ فيرجن اكسبريس ، يقع في تريمبلي.

## التعليم

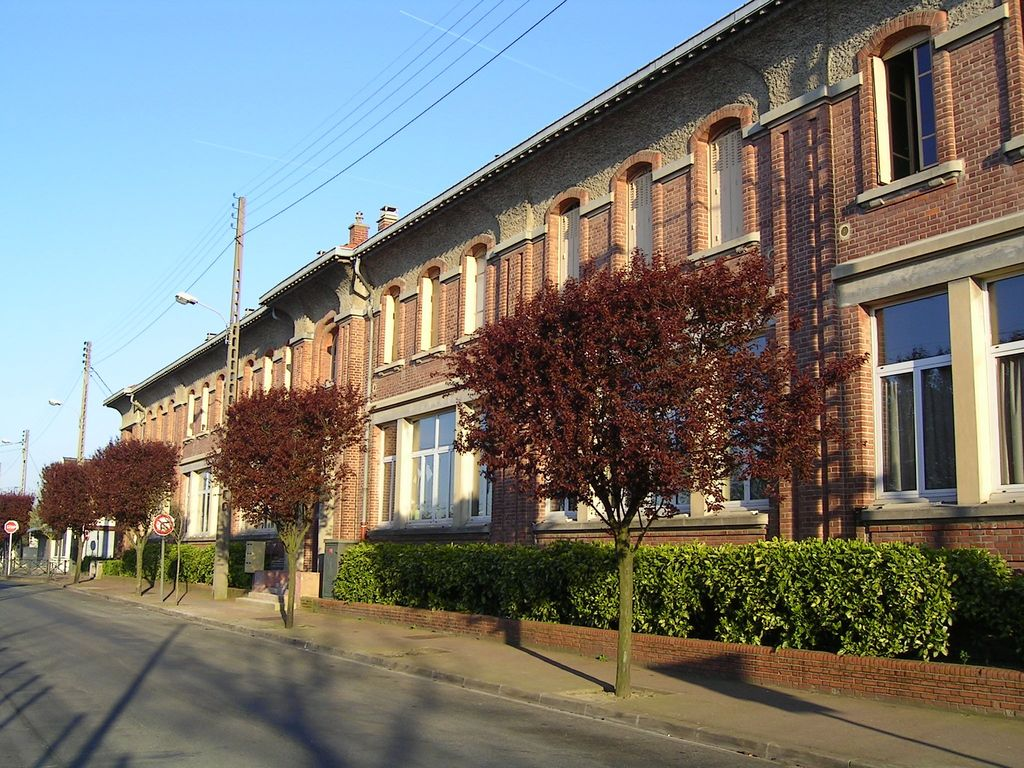
مدرسة بريمير جان جوريس

يوجد في تريمبلي أون فرانس 12 مدرسة لرياض الأطفال، و 14 مدرسة ابتدائية ، ومدرستان ثانوية، و 3 كليات . الكليات هي ديكارت ، ر. رولاند ، وبي. دي رونسارد. الثانويتان هما Lycée Enseignement Professionnel Hélène Boucher و Lycée Polyvalent Leonard de Vinci . تم استهداف مدرسة بيير بروسوليت بالإغلاق مما أدى إلى احتجاجات من الطلاب يطالبون فيها البلدية بعدم إغلاق المدرسة.

## المباني البارزة
- كنيسة سانت ميدارد

## أنظر أيضا
- كوميونات مقاطعة سين سان دوني

## روابط خارجية
- الموقع الرسمي (بالفرنسية)